# Enes Begović
Enes Begović (Visoko, 1965) es un cantante, compositor y cantante bosnio.

## Primeros años
Enes Begović nació en Visoko, Bosnia y Herzegovina en 1965. Mientras asistía a una escuela secundaria local en 1978, Begović aprobó una audición como cantante solista, y que cuya experiencia inspiró su interés por la música.

## Carrera
Begović entró al mundo de la música profesional en 1985, lanzando su primer álbum de estudio Još samo jednom sjeti se (Solo recuerda una vez más), por parte de la marcaDiskoton. Su segundo álbum Šta bih ja bez tebe (¿Qué haría sin ti?) (1987) presentó su exitosa canción Siroče (Huérfano). En 1990, Begović firma un contrato con la discográfica Jugodisk, y publica su tercer álbum, titulado Bosanac. Tanto el álbum como la canción homónima se convirtieron en grandes éxitos, cuyas ventas alcanzaron a las 500 000 copias.
Begović obtuvo el primer lugar en el festival de música de Ilidža con la canción Duša Sarajeva (El alma de Sarajevo), escrito por Dragan Stojković Bosanac. En 2011, Begović realizó un dueto de pop rock con Mladen Vojičić Tifa, para tocar la canción Dva jarana. La canción fue escrita por el compositor bosnio-alemán Amir Jesenković. "Dva jarana" iba a ser originalmente grabado con Nihad Alibegović.
El 26 de noviembre de 2011, se realizó un concierto en el Salón  Mirza Delibašić en Sarajevo, para conmemorar los 25 años de carrera profesional de Begović.
El 4 de marzo de 2016, dio comienzo a su gira en Australia, comenzando con un concierto en la ciudad de Perth. Begović actuó para las comunidades bosnias de Sídney, Brisbane, Adelaida, y finalizó su gira con dos conciertos en Melbourne, realizados entre el 18 y 19 de marzo.

## Discografía
- Još samo jednom sjeti se (Solo recuerda una vez más) (1985)
- Šta bih ja bez tebe (¿Qué haría sin ti?) (1987)
- Bosanac (1990)
- Noćima nema kraja (No hay fin para las noches) (1991)
- Noćna ptica (Pájaro nocturno) (1993)
- Noći pune ljubavi (Noche llena de amor) (1995)
- Od života uzmi sve (Toma la vida de todos) (1997)
- Oprosti joj, bože (Lo siento, Dios) (1999)
- Samo jednom se živi (Solo se vive una vez) (2001)
- Da se napijem (Si tú bebes) (2002)
- Tako te volim (Te amo tanto) (2004)
- Oči boje badema (Ojos de color almendra) (2006)
- Za ljubav (Por amor) (2008)
- Lijepa je (Ella es hermosa) (2011)